# Navegação Aérea Brasileira
A Navegação Aérea Brasileira, mais conhecida pela sigla NAB, foi uma companhia aérea brasileira fundada em 1938. Operou até 1962, quando foi incorporada pela Vasp.

## História
A NAB foi fundada em 28 de janeiro de 1938 por Paulo Venâncio da Rocha Vianna. No início, a NAB possuía o que era mais moderno em termos de tecnologia de aviação e administração. O primeiro avião chegou em 1941 e operou entre Rio de Janeiro e Recife via Belo Horizonte , Bom Jesus da Lapa e Petrolina . Para operar a rota, a NAB investiu na modernização das instalações do aeroporto de Bom Jesus da Lapa e Petrolina.
Mais tarde NAB também tentou voar entre Rio de Janeiro e Recife através da costa, mas não obteve sucesso devido à concorrência acirrada com a Serviços Aéreos Condor (mais tarde Cruzeiro do Sul) e a Panair do Brasil .
Devido a dificuldades financeiras, o governo brasileiro concedeu três subvenções sucessivas, que foram utilizados para ampliar a frota e ampliar a rede.
O fim da Segunda Guerra Mundial trouxe um boom na criação de novas companhias aéreas no Brasil. Devido à feroz concorrência, e no intuito de manter sua operação, a NAB recebeu mais dois empréstimos.
Em março de 1948 todos os serviços foram suspensos, sendo fechada em 17 de agosto de 1948. Este foi, porém, não foi seu fim, sendo que o Governo Federal decidiu assumir NAB e continuam serviços nos estados do Rio de Janeiro , Minas Gerais e Espírito Santo . Assim, a companhia continuou a sua luta pela sobrevivência.
Em 1957, o empresário Dilvo Peres decidiu investir na companhia aérea, reorganizando a sua administração, comprando novas aeronaves e estabelecendo uma parceria operacional com a Panair do Brasil. Os esforços não foram bem sucedidos e, em uma última tentativa de sobreviver, NAB começou a vender bilhetes a preços reduzidos.
Em 24 de outubro de 1961, o Lóide Aéreo Nacional adquiriu o controle da NAB, mantendo contudo sua operação independente. Em 1962, o Lóide Aéreo Nacional e a NAB foram adquiridos pela VASP, que incorporou ambas empresas a sua frota.
Também na década de 1940 a NAB fazia voos regulares à cidade de Cachoeiro de Itapemirim, sendo que naquela época o aeródromo não possui pavimentação como nos dias atuais, uma das principais funções de seus voos a cidade era para trazer jornais diariamente da cidade do Rio de Janeiro.

## Aeronaves
| Modelo                       | Total | Anos em Operação | Notas |
| ---------------------------- | ----- | ---------------- | ----- |
| Beechcraft B 185             | 2     | 1941–1958        |       |
| Beechcraft D17S              | 1     | 1941–1957        |       |
| Fairchild 24W41              | 1     | 1942–1950        |       |
| Lockheed Modelo 18 Lodestar  | 5     | 1943–1948        |       |
| Stinson SR-9E Reliant        | 1     | 1942–1943        |       |
| Douglas DC-3/C-47            | 15    | 1946–1961        |       |
| Curtiss-Wright C-46 Commando | 7     | 1959–1961        |       |